# Laxenecera tristis
Laxenecera tristis är en tvåvingeart som beskrevs av Jacques-Marie-Frangile Bigot 1858. Laxenecera tristis ingår i släktet Laxenecera och familjen rovflugor.
Artens utbredningsområde är Gabon. Inga underarter finns listade i Catalogue of Life.